# Кубок мира по шахматам
Кубок мира по шахматам — крупное международное соревнование по шахматам, проходящее под эгидой ФИДЕ. Первый розыгрыш турнира прошёл в 2000 году в китайском Шеньяне; победителем стал Вишванатан Ананд. Начиная с 2005 года, розыгрыши Кубка мира проходят каждые два года.

## Предыдущие турниры
В 1986 году по инициативе Гарри Каспарова была создана организация «Ассоциация гроссмейстеров», взявшая на себя ответственность за организацию Кубка мира. Предполагалось, что Кубок пройдёт в виде серии из шести турниров, в которых примут участие 24 сильнейших гроссмейстера, а каждый из таких турниров будет проходить по круговой системе:167—168.
Первый розыгрыш состоялся в 1988—1989 годах. Во втором розыгрыше Кубка, запланированном на 1991—1992 годы, были проведены отборочные соревнования и первый турнир, после чего соревнование было прервано, а Ассоциация гроссмейстеров распалась.

## Современный турнир
В своём современном виде Кубок мира проводится с 2000 года. В соответствии с форматом турнира, начальная стадия проводилась по круговой системе в четырёх группах по шесть игроков в каждой. Спортсмены, занявшие первые 2 места в своих группах, выходили в следующую стадию, где играли на выбывание.
С 2005 года Кубок мира стал проводиться в рамках цикла матчей и турниров за звание чемпиона мира. Первоначально 10 игроков квалифицировались в претендентские матчи чемпионата мира 2007 года, впоследствии 1—3 игрока Кубка мира отбирались в турнир претендентов. Изменился и формат кубка: он стал включать в себя 7 раундов, каждый из которых представлял собой матч из двух партий. Победитель каждого матча (с четвёртого раунда — оба участника) проходил в следующий раунд.
Начиная с турнира 2021 года было увеличено количество участников, при этом участники, посеянные под первыми номерами, пропускают первый раунд и начинают соревнование сразу со второго.
С 2021 года также разыгрывается Кубок мира среди женщин.

## Победители
| Год  | Место проведения | 1-е место        | 2-е место              | 3-е место                               | Прим.  |
| ---- | ---------------- | ---------------- | ---------------------- | --------------------------------------- | ------ |
| 2000 | Шэньян           | Вишванатан Ананд | Евгений Бареев         | Борис Гельфанд Жилберто Милош           | [ 6 ]  |
| 2002 | Хайдарабад       | Вишванатан Ананд | Рустам Касымджанов     | Александр Белявский Алексей Дреев       | [ 7 ]  |
| 2005 | Ханты-Мансийск   | Левон Аронян     | Руслан Пономарёв       | Этьен Бакро                             | [ 8 ]  |
| 2007 | Ханты-Мансийск   | Гата Камский     | Алексей Широв          | Магнус Карлсен Сергей Карякин           | [ 9 ]  |
| 2009 | Ханты-Мансийск   | Борис Гельфанд   | Руслан Пономарёв       | Сергей Карякин Владимир Малахов         | [ 10 ] |
| 2011 | Ханты-Мансийск   | Пётр Свидлер     | Александр Грищук       | Василий Иванчук                         | [ 11 ] |
| 2013 | Тромсё           | Владимир Крамник | Дмитрий Андрейкин      | Евгений Томашевский Максим Вашье-Лаграв | [ 12 ] |
| 2015 | Баку             | Сергей Карякин   | Пётр Свидлер           | Аниш Гири Павел Эльянов                 | [ 13 ] |
| 2017 | Тбилиси          | Левон Аронян     | Дин Лижэнь             | Уэсли Со Максим Вашье-Лаграв            | [ 14 ] |
| 2019 | Ханты-Мансийск   | Теймур Раджабов  | Дин Лижэнь             | Максим Вашье-Лаграв                     | [ 15 ] |
| 2021 | Сочи             | Ян-Кшиштоф Дуда  | Сергей Карякин         | Магнус Карлсен                          | [ 16 ] |
| 2023 | Баку             | Магнус Карлсен   | Рамешбабу Прагнанандха | Фабиано Каруана                         | [ 17 ] |

### Среди женщин
| Год  | Место проведения | 1-е место            | 2-е место            | 3-е место    | Прим.  |
| ---- | ---------------- | -------------------- | -------------------- | ------------ | ------ |
| 2021 | Сочи             | Александра Костенюк  | Александра Горячкина | Тань Чжунъи  | [ 18 ] |
| 2023 | Баку             | Александра Горячкина | Нургюл Салимова      | Анна Музычук | [ 17 ] |
| 2025 | Батуми           | Дивья Дешмукх        | Хампи Конеру         | Тань Чжунъи  | [ 19 ] |